# Sue v rozpacích
Sue v rozpacích (v anglickém originále The Sue Sylvester Shuffle) je jedenáctá epizoda druhé série amerického hudebního televizního seriálu Glee a v celkovém pořadí třicátá třetí epizoda. Napsal ji Ian Brennan, režie se ujal Brad Falchuk a vysílala se ihned po přímém přenosu Super Bowlu dne 6. února 2011. Hlavním tématem epizody je snaha rozptýlit soupeření mezi fotbalisty a sborem a snaha se spojit. Když trenérka roztleskávaček Sue Sylvester (Jane Lynch) stáhne svůj tým z účinkování o přestávce fotbalové hry, musí se sbor a fotbalisté spojit, aby předvedli vystoupení a vyhráli hru.
Jedná se o nejdražší televizní epizodu vysílanou po Super Bowlu, výroba činila 3-5 milionů amerických dolarů. Obsahovala přes 500 doplňků včetně areálu pro kaskadéry. Televizní reportérka Katie Couric si v epizodě zahrála samu sebe. Epizoda zahrnuje coververze pěti písní, včetně tanečního vystoupení na píseň od Katy Perry, "California Gurls" a mashup písně "Thriller" od Michaela Jacksona s "Heads Will Roll" od skupiny Yeah Yeah Yeahs. Tvůrce seriálu Ryan Murphy potvrdil, že epizodu použil jako hudební poctu Jacksonovi. Hudební vystoupení získaly smíšené ohlasy od kritiků. S výjimkou "California Gurls" byly všechny ostatní skladby vydány jako singly a jsou dostupné ke stažení. Mashup "Thriller / Heads Will Roll" byl nejlépe umístěním mashupem ve všech oblastech a v žebříčcích v Austrálii obsadil 17. místo.
Ve Spojených státech epizodu sledovalo 26,8 milionů amerických diváků a stala se tak nejsledovanější televizní epizodou v televizním vysílání během posledních tří let. Získala smíšené reakce od kritiků, kteří se lišili ohledně její přístupnosti pro publikum Super Bowlu. Někteří kritizovali opakující se téma konfliktu mezi fotbalisty a sborem a epizodu označili podprůměrnou oproti jiným epizodám.

## Děj epizody

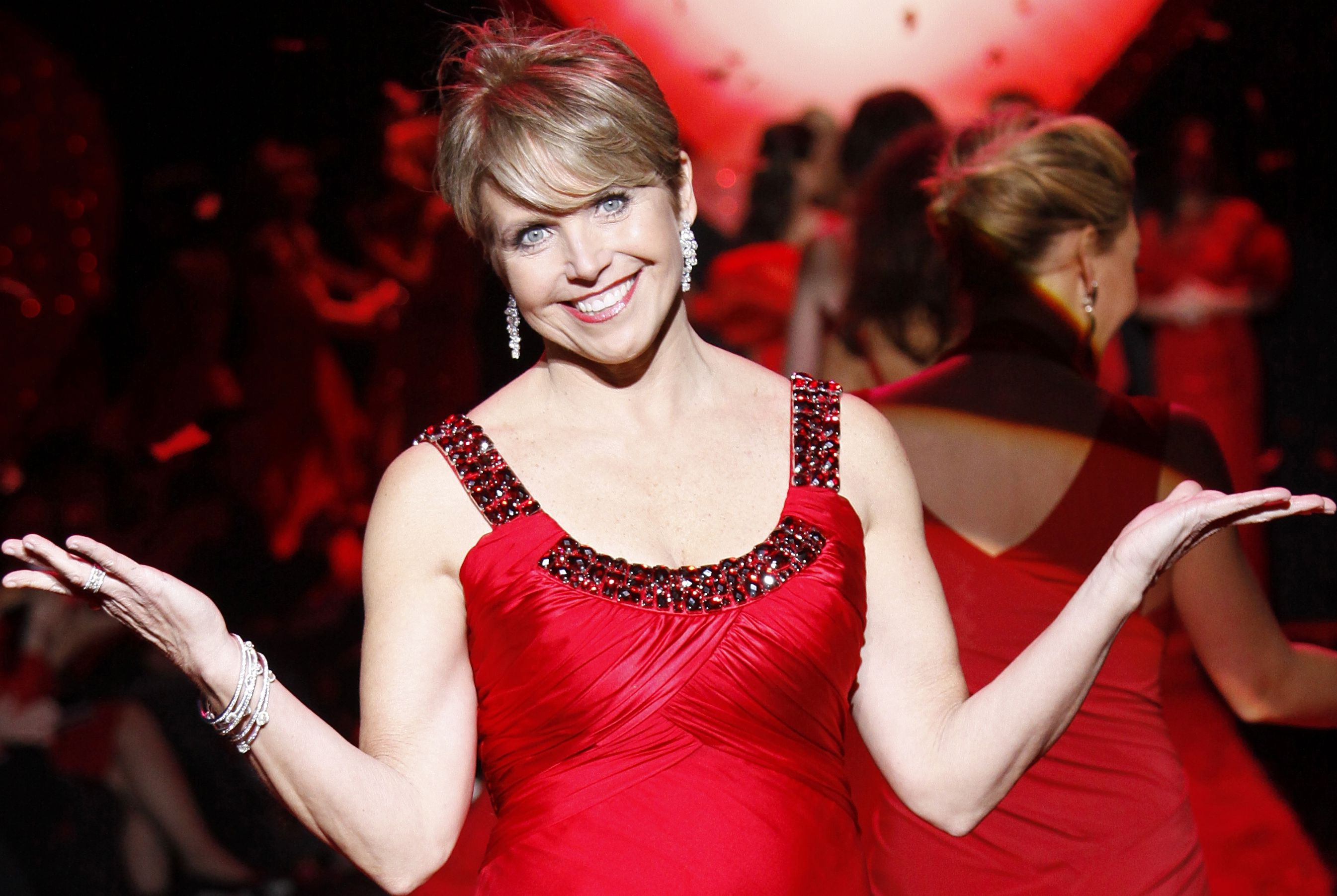
Televizní reportérka Katie Couric (na obrázku) si v epizodě zahrála samu sebe

V Sue Sylvester (Jane Lynch), trenérce roztleskávaček na střední škole Williama McKinleyho, roste rozčarování ze sportu, ale chce si sport znovu zamilovat, tak plánuje, že během soutěže roztleskávaček vystřelí Brittany (Heather Morris), jednu z nich, z kanónu. Mezitím trenérka fotbalu Shannon Beiste (Dot-Marie Jones) přinutí fotbalisty, aby se přidali ke školnímu sboru New Directions, aby se zmírnila rivalita mezi studenty. Vedoucí sboru Will Schuester (Matthew Morrison) oznámí členům sboru (včetně fotbalistů), že budou během přestávky na fotbalovém mistrovství vystupovat s mashupem písní "Thriller" od Michaela Jacksona a "Heads Will Roll" od Yeah Yeah Yeahs. Všimne si a povzbudí talent Dava Karofskeho (Max Adler), tyrana, který předtím šikanoval členy sboru. Když jsou fotbalisté napadeni školním hokejovým týmem, Karofsky povzbudí své spoluhráče, aby se sboru odešli, ale Beiste je za to blokuje z účasti na fotbalovém mistrovství.
Aby byl zajištěn počet hráčů, tak se členky sboru Rachel (Lea Michele), Mercedes (Amber Riley), Tina (Jenna Ushkowitz) a Lauren (Ashley Fink) přidají k fotbalovému týmu. Hra začíná pro hráče McKinley špatně a když je Tina během hry zraněna, kapitán Finn Hudson (Cory Monteith) přebírá nad situací kontrolu. Požádá člena sboru Pucka (Mark Salling), aby přesvědčil bývalé fotbalisty k návratu a přesvědčuje roztleskávačky Santana (Naya Rivera), Brittany (Heather Morris) a svou bývalou přítelkyni Quinn (Dianna Agron), aby odešly ze soutěže roztleskávaček a vystoupily spolu s ostatními o přestávce. Pouze Karofsky se odmítá vrátit, ale když uvidí pozitivní reakci publika na vystoupení, začne si vystoupení užívat. Beiste vítá zpět fotbalisty a ti se chystají vyhrát zastrašováním protihráčům a přijdou hrát oblečení jako zombie.
Suin roztleskávačský tým poprvé na regionálním kole prohraje za posledních sedm let a v televizním rozhovoru ji Katie Couric nazve "Loser roku". K jejímu rozčílení ještě dopomůže to, že rozpočet roztleskávaček je snížen, protože bylo zjištěno, že kanon ohrožuje zdraví dětí. Peníze jsou svěřeny sboru, aby mohli zaplatit svou cestu na regionální kolo. Karofsky zamítá Finnův návrh, že by se ke sboru mohl připojit natrvalo. Na konci Quinn políbí Finna a řekne mu, že jeho činy jí připomněly, proč ho milovala.

## Seznam písní
- "California Gurls"
- "Need You Now"
- "She's Not There"
- "Bills, Bills, Bills"
- "Thriller / Heads Will Roll"

## Hrají
| Dianna Agron     | Quinn Fabray          |
| Chris Colfer     | Kurt Hummel           |
| Jane Lynch       | Sue Sylvester         |
| Jayma Mays       | Emma Pillsburry       |
| Kevin McHale     | Artie Abrams          |
| Lea Michele      | Rachel Berry          |
| Cory Monteith    | Finn Hudson           |
| Heather Morris   | Brittany Pierce       |
| Matthew Morrison | William Schuester     |
| Mike O'Malley    | Burt Hummel           |
| Amber Riley      | Mercedes Jones        |
| Naya Rivera      | Santana Lopez         |
| Mark Salling     | Noah „Puck“ Puckerman |
| Jenna Ushkowitz  | Tina Cohen-Chang      |